# لجوة
لَجُوَة أو لَغُوَة أو (نقحرة: لاجوَا) (بالإنجليزية: Lagoa) هي مدينة من مدن البرتغال. يبلغ عدد سكانها 22,975 نسمة وذلك حسب إحصائيات سنة 2011. تعد أحد أهم الوجهات السياحية في المنطقة الغربية.

## أعلام
- فيرناندو كابريتا

## اقرأ أيضا
- بيناجل